# Alusán Tódor
Alusán Tódor (Luppa, 1913. október 15. – 1994) szobrászművész, festő, a szocialista realizmus egyik képviselője
Kisgyerek korában átköltöztek  a mai Magyarországra édesanyjával. A tatabányai képzőművészeti iskolában tanult. Fizikai munkásként dolgozott a Cement- és Mészműveknél Tatabányán. A munka mellett festett szobrászkodott. A Bányász Képzőművészeti Szabadiskola oktatási felelőseként tevékenykedett, de amatőr művészként rendszeresen állított ki műveket. Elsősorban mellszobrokat készített.
Alusán Tódor művészetében szimpatikusan keverednek a szocialista és realista motívumok, az amatőr művész egyedi jeleivel. Archiválva 2008. december 5-i dátummal a Wayback Machine-ben

## Alkotásai
- Kőbányász

A 180 centiméteres alumíniumötvözetből készült alkotás 1947-ben készült, állítólag egy Frieber Péter nevezetű kőbányászról. Alakja terpeszben álló, két kezében kalapácsot tartó, félmeztelen férfit ábrázol, távolba tekintő alakja a szocialista ideált jól tükrözve határozottságot, erőt sugároz.